# Kiyoka Hashimoto
Kiyoka Hashimoto (jap. 橋本 清香, Hashimoto Kiyoka; * 1985 in der Präfektur Hyōgo) ist eine japanische Balletttänzerin. Sie war von 2004 bis 2008 Mitglied des Semperoper Balletts in Dresden und ist seit 2008 Tänzerin des Balletts der Wiener Staatsoper und Volksoper Wien. Seit 2016 ist sie dort Erste Solotänzerin des Wiener Staatsballetts.

## Leben und Wirken
Kiyoka Hashimoto absolvierte ihre Ausbildung am Izumi Ballet sowie beim Cannes Jeune Ballet. 2004 wurde sie Mitglied beim Semperoper Ballett in Dresden und 2008 wurde sie am Ballett der Wiener Staatsoper und der Volksoper Wien engagiert. 2010 stieg sie zur Halbsolistin sowie 2012 zur Solistin auf, ehe sie 2016 unter Direktor Manuel Legris zur ersten Solotänzerin ernannt wurde. Ihre Premiere als erste Solotänzerin gab sie im März 2016 als Médora in Pierre Lacottes Ballett Le Corsaire.
Im Zuge des Neujahrskonzerts der Wiener Philharmoniker 2019 war sie gemeinsam mit Masayu Kimoto zur Musik von Künstlerleben von Johann Strauss Sohn in der Wiener Staatsoper sowie zu Csárdás aus der Oper Ritter Pásmán auf Schloss Grafenegg zu sehen.

## Repertoire als Tänzerin (Auswahl)
- Odette/Odile und Kleiner Schwan in Schwanensee (Choreographie: Rudolf Nurejew)
- Kitri/Dulcinea, Kitris Freundin, Amor und Erste Brautjungfer in Don Quixote (Choreographie: Rudolf Nurejew)
- Clara und Pastorale in Der Nussknacker (Choreographie: Rudolf Nurejew)
- Lise in La Fille mal gardée (Choreographie: Frederick Ashton)
- Olga in Onegin (Choreographie: John Cranko)
- Effie und Pas de deux in La Sylphide (Choreographie: Pierre Lacotte)
- Manu-Tanz und Solo-Schatten in La Bayadère (Choreographie: Vladimir Malakhov)
- Verzauberte Prinzessin, Fee der Lebhaftigkeit und Pas de quatre in Dornröschen (Choreographie: Peter Wright)
- Stephanie in Mayerling (Choreographie: Kenneth MacMillan)
- Solo-Schneeflocke und Chinesischer Tanz in Der Nussknacker (Choreographie: Gyula Harangozó)

## Persönliches
Seit 2012 ist sie mit dem japanischen Tänzer Masayu Kimoto, der ebenfalls am Wiener Staatsballett tanzt, verheiratet.